# Lli
|  | Aquest article tracta sobre la planta. Si cerqueu el papa, vegeu «Papa Lli». |

Lli (Linum usitatissimum), també anomenat bri, grana de llinosa, herba feridora, llin, linet, llinosa (del grec λίνον per indicar fil, i del llatí linium) és una planta herbàcia de la família de les linàcies, dins les plantes dicotiledònies, conreada principalment per la fibra en tèxtil o per obtenir-ne oli. Tot i que és popularment coneguda pel teixit que se n'extreu, té característiques medicinals molt importants.

## Descripció
Planta herbàcia anual de la família Linaceae originària del sud-est d'Àsia i sud d'Europa. És de mida variable (de 20 a 150 cm) amb la tija no ramificada que queda erecta, ja que és més o menys rígida, però lleugerament corbada. La tija conté fulles primes sèssils i lanceolades amb una coloració verdosa grisa, que estan disposades de forma alternada. El calze de la flor és dialisèpal, és format per cinc sèpals, i la corol·la és dialisèpala, formada per cinc pètals blaus, amb una simetria actinomorfa, hermafrodita, amb 3 estams. Pel que fa al fruit que produeixen és en càpsula de 5 a 9 mm de diàmetre, que conté diverses llavors. Aquestes llavors són allargades, ovoides, aplanades i de tegument llis i brillant, de color marró vermellós. Té l'arrel curta i fusiforme.

## Ecologia
Hi ha lli en gairebé tots els climes. El productor principal n'és Lituània, però el trobem també en estats com Anglaterra, França, Bèlgica, Països Baixos i Letònia. En estats com Egipte, Argentina, Uruguai, França, Rússia i Suïssa també n'hi ha, però en menor extensió. En referència a la distribució al Principat català, s'estén en zones d'agricultura i es cultiva principalment al nord del Tarragonès i a l'est del Barcelonès i en alguna zona central de Catalunya.
El Linum usitatissimum habita en sòls silicis secs i rics en residus orgànics.

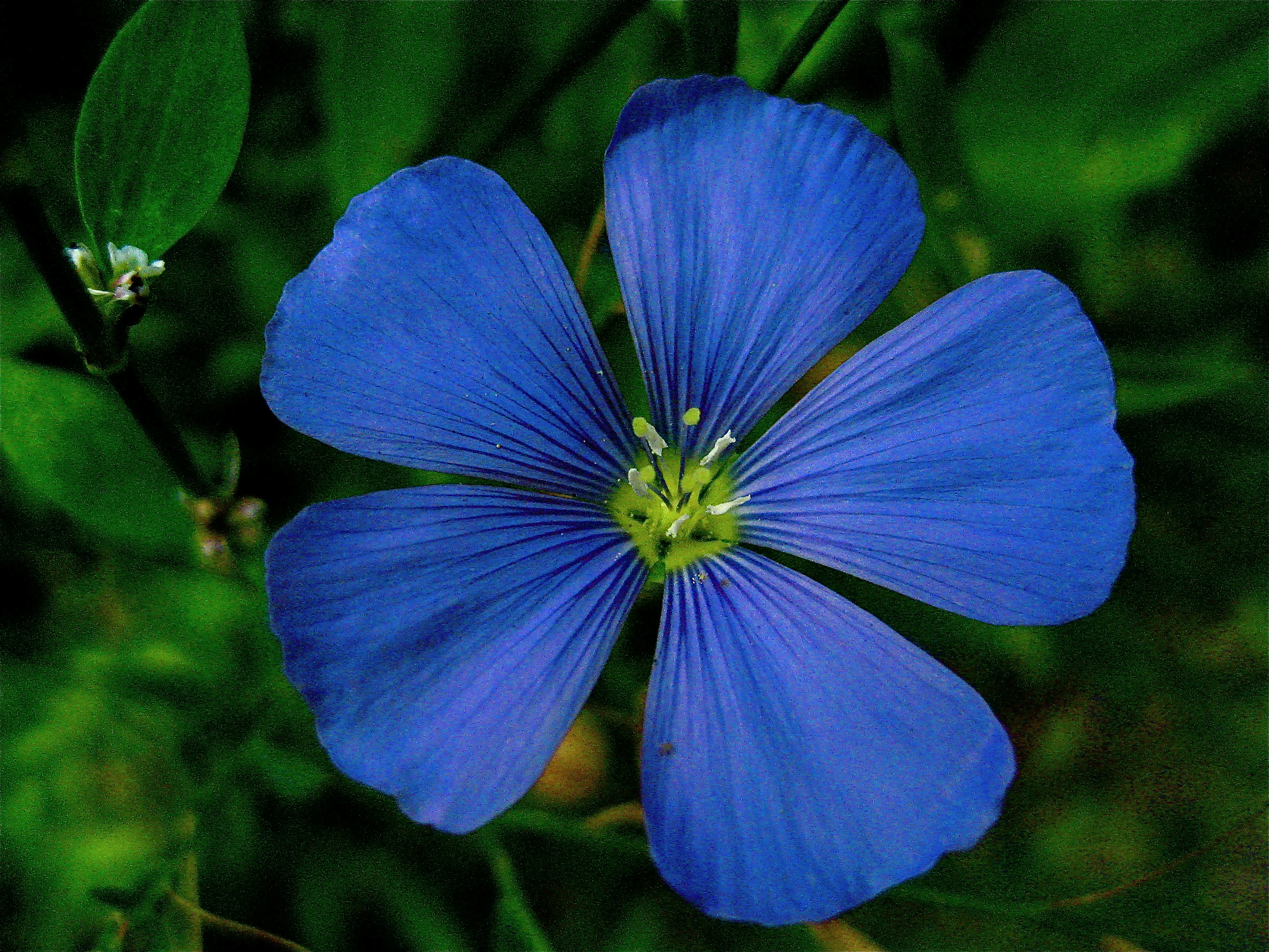
Flor del lli

## Usos
Segons les varietats, es fa servir per a fibra o per a fer oli de la llavor (oli de llinosa). Per treure la fibra de les parts llenyoses anomenades riscla, les plantes havien d'enriuar-se en aigua corrent abans d'esgramar-se. La riscla pot utilitzar-se per a fer panys que serveixen en la indústria del moble i la construcció. Certs rius com el Leie i el Mandel tenien una qualitat d'aigua molt idònia per a l'enriuatge i van atreure la indústria tèxtil als seus marges. Avui, les tècniques s'han industrialitzat i l'enriuatge es fa fora dels rius.

### Llinosa
Les llavors de lli, anomenades llinosa, són riques en àcid gras omega-3, àcid alfa-linolènic, lignans i fibra. Es presenta en cinc formes per al consum humà, la llavor sencera, triturada (anomenada llinassa), l'oli de llinosa, la farina de llinosa parcialment desgreixada i la llet de llinosa. També es pot trobar incorporada en barretes de cereals, magdalenes, bagels, pa, panets, galetes de te, espirals de canyella i pasta.
El fornejat de la llinosa, fins i tot fins a 178 °C durant dues hores, no altera la composició o el contingut de l'àcid alfa-linolènic en muffins. Moldre o triturar la llavor destrueix la seva capa protectora, que exposa l'àcid alfa-linolènic i el diglucòsid de secoisolariciresinol a l'oxidació. Tanmateix, és necessari sotmetre la llinosa a aquests processos perquè sigui biodisponible. L'àcid alfa-linolènic és més biodisponible pel cos humà quan és en forma d'oli o llinassa. La refrigeració o els temps curts d'emmagatzematge, també milloren la conservació d'aquests dos components.

#### Valor nutricional
La llinosa conté un 35-45% de lípids —dels quals un 9-10% són àcids grassos saturats (palmític i esteàric), aproximadament un 20% àcids grassos monoinsaturats (principalment àcid oleic) i més del 70% àcid alfa-linolènic—, entre un 20 i 30% de proteïna —que és limitant en lisina, però amb un alt coeficient de digestibilitat (89,6%) i valor biològic (77,4%)—, i un 28% de fibra alimentària —amb la proporció de fraccions solubles i insolubles de 20:80 a 40:60. La vitamina E de la llinosa es troba principalment en forma de gamma-tocopherol (9,2 mg per cada 100 g de llinosa). Es tracta de la font vegetal més rica de lignans (fins al 0,7-1,5% del pes sec de la llavor), entre els quals preval el diglucòsid de secoisolariciresinol.

#### Propietats funcionals i beneficis per a la salut
La llinosa té propietats hipolipemiants i antiatherogèniques pel seu contingut en àcids grassos omega 3, les fibres alimentàries i lignans. Mentre que els ciclolinopeptids tenen un efecte immunosupressor, els glicòsids cianogènics milloren l'homeòstasi de la glucosa, la qual cosa pot afectar indirectament el sistema cardiovascular. Així mateix, el diglucòsid de secoisolariciresinol restaura la funció vascular i augmenta la neovascularització, amb la qual cosa millora la funció cardíaca. També té una poderosa activitat antioxidant.
La goma de la llinosa presenta propietats emulsionants i d'escumació, per la qual cosa pot ser usada com a espessidora i gelificant. L'albúmina contribueix a l'habilitat emulsionant, mentre que la globulina serveix a l'escumació. La fibra és soluble, i juntament amb la goma, està relacionada amb beneficis per a la salut. Entre altres efectes, poden produir activitat antiaterogènica, la qual cosa reduiria la ingesta calòrica.

## Acció farmacològica
Propietats
Se li atribueixen propietats laxants i demulcents, ja que el mucílag, en contacte amb aigua, forma un gel viscós que incrementa el volum dels excrements i els fa més tous, a més de promoure el moviment peristàltic. També és un bon mucolític i antioxidant i pot disminuir el nivell de c-LDL i colesterol per efecte dels mucílags i àcids grassos instaurats, que disminueixen l'absorció intestinal del colesterol.

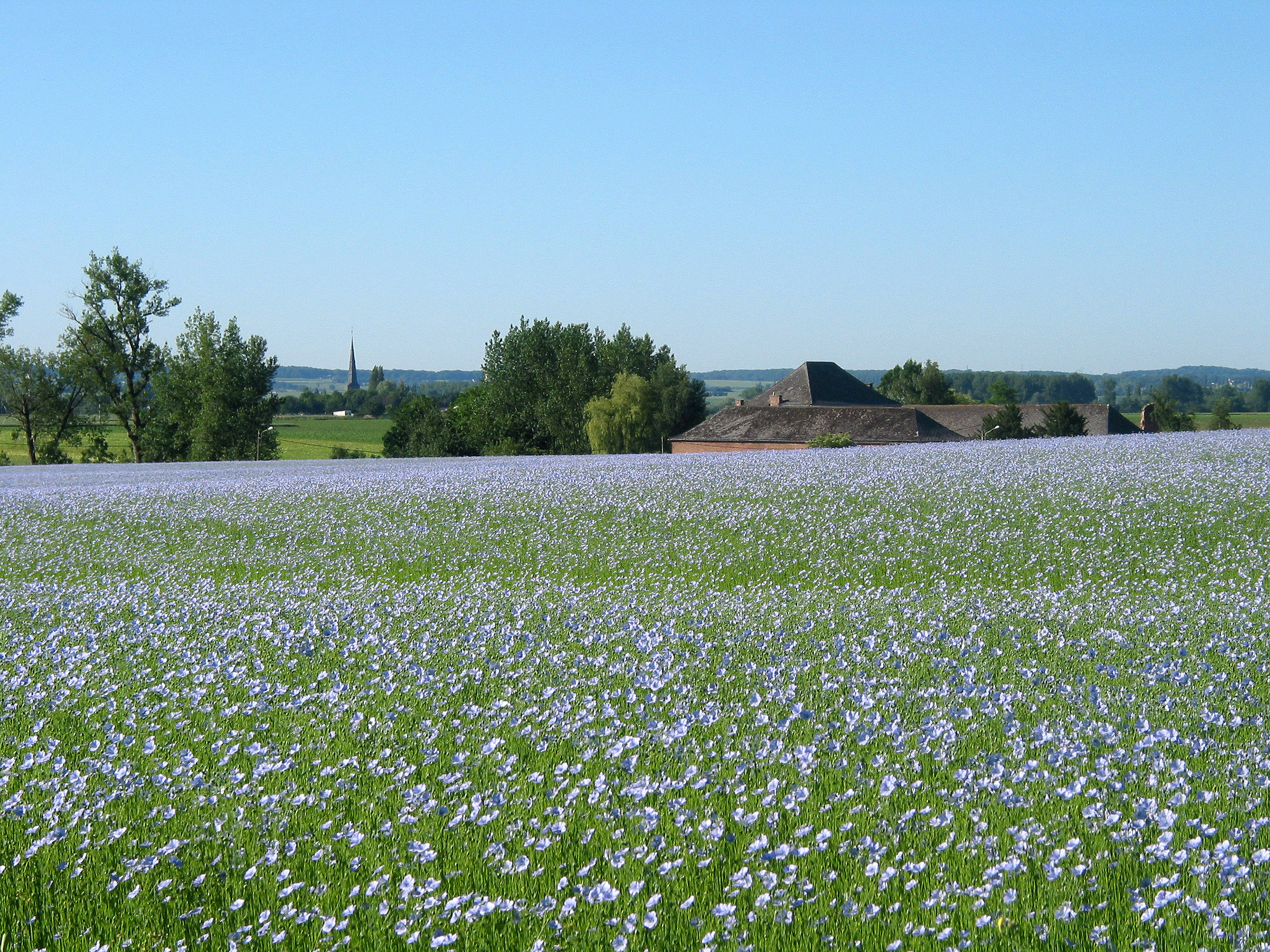
Camp de lli a Grand-Reng, Erquelinnes, Bèlgica

 Té molta importància en els beneficis digestius per la gran aportació de fibra dietètica, soluble i insoluble: regulació del sistema digestiu, ja que ajuda al moviment intestinal, disminució del colesterol dolent en sang (ajuda al sistema cardiovascular), que com a conseqüència redueix el risc de contraure malalties cardiovasculars, ajuda en la formació de les membranes cel·lulars (gràcies a l'omega-3), disminució de la viscositat de la sang que afavoreix la circulació sanguínia i disminució del risc de càncer de mama i del càncer de pròstata (els lignans tenen antioxidants que fan d'hormones sense els seus efectes contraproduents).

Principis actius
El Linum usitatissimum conté diversos components que fan que sigui una planta molt activa. D'una part conté mucílags, que és una fibra soluble de naturalesa viscosa, produïts per les llavors. També presenta àcids importants com l'àcid clorogènic, oleic, linoleic, α-linoleic, palmiti. D'altra banda, té glucòsids de tipus cianogenètics, la linamarina i la loloaustalina. Per acabar, també conté fibra en forma d'omega 3, omega 6 i omega 9.

Usos medicinals
S'utilitza per a tractar el restrenyiment; tot i que és més lenta que altres plantes laxants, no irrita l'epiteli intestinal; i per a tractar irritacions de l'aparell digestiu. També és feta servir per a eliminar les secrecions de l'aparell respiratori durant els refredats.
Gràcies a la gran quantitat d'àcids grassos que conté, també s'utilitza per a reduir el colesterol i, per tant, reduir el risc d'angina de pit. Pel que fa a la part externa, se n'empren les propietats demulcents per a suavitzar superfícies i curar irritacions (cremades, cops, llagues...).
Toxicitat
No s'ha informat mai de toxicitat en estudis clínics amb el consum de llinosa, tot i que alguns compostos com ara els glicòsids cianogènics i la linatina s'han identificat com a potencials compostos tòxics. Tot i això, no hi ha estudis científics que provin la toxicitat de la llinosa en relació amb aquests compostos. El consum de 50 g de llinosa diaris no ha mostrat efectes perjudicials per als humans.
No és recomanable ingerir grans quantitats de la planta, i cal que hagi sigut escalfada per tal de destruir l'enzim llinasa o que s'hagi extret industrialment amb dissolvents. En alguns casos, l'oli de lli també pot ser irritant per a la pell: provoca una reacció al·lèrgica que desencadena una urticària si està ranci o és molt antic; per això és recomanable que s'usi immediatament un cop molt.
En preparats medicinals casolans, no s'han d'ingerir quan hi ha problemes d'esòfag, intestí i pílor, ja que pot retardar d'absorció d'altres medicaments (insulina, per exemple). És tòxica si no s'eliminen els enzims que alliberen l'àcid cianhídric, tòxic per al cos. La inamarina, per acció de l'enzim llinosa, produeix glucòcids cianogenètics (compost cianhídric amb sucres), molt tòxics. És tòxica si s'ingereix una gran quantitat de la planta, a causa de la ingesta d'aquests glucòcids, però no està demostrat. Tòxic per a les aus, i en porcí i boví en grans quantitats. Els símptomes principals d'intoxicació són halitosi, marejos, asfíxia i vòmits. En casos més greus, es dona un augment del ritme cardíac, parada respiratòria i mort.

## Cultiu i indústria

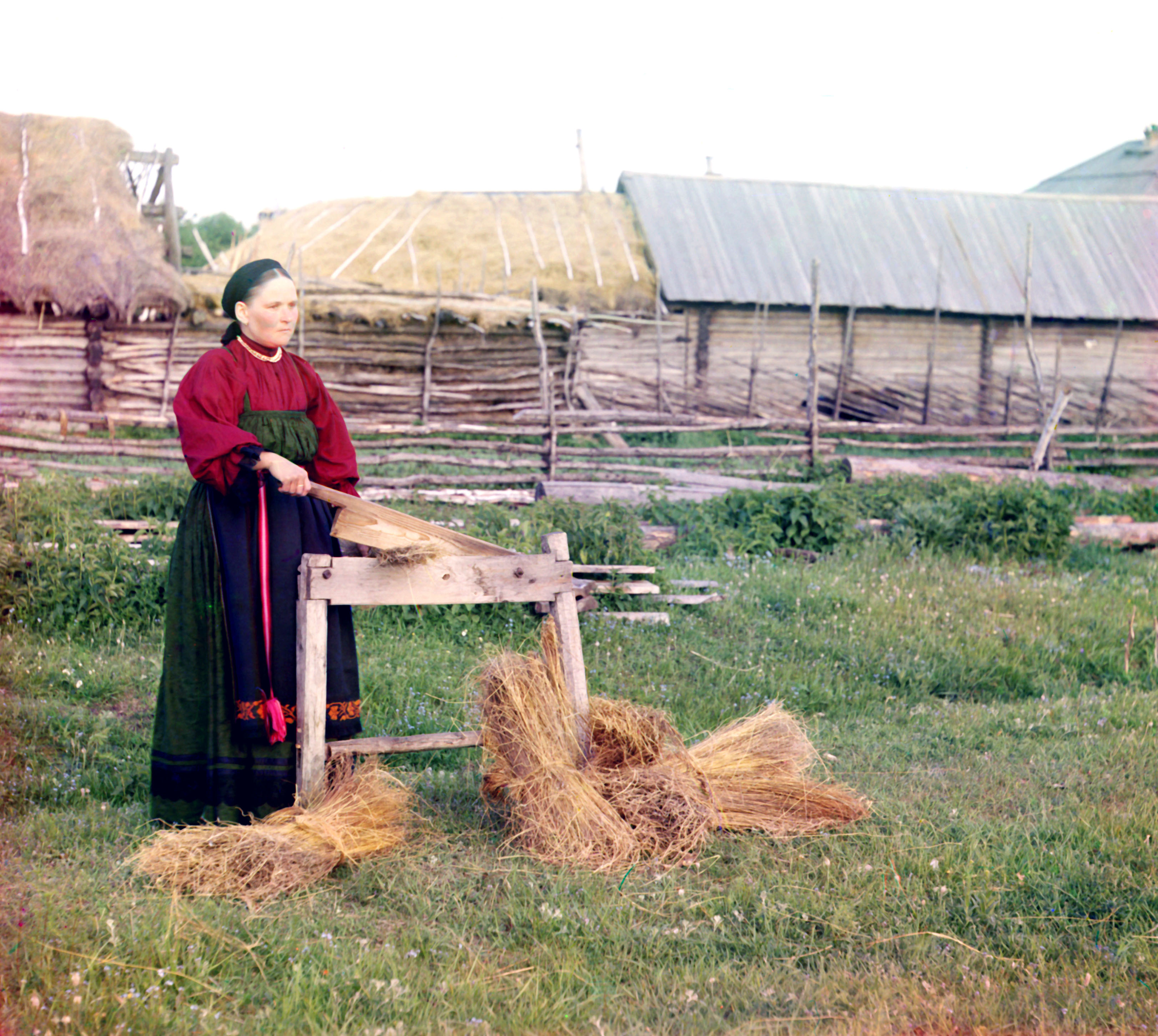
Tissatge del lli a Rússia, el 1910

El lli s'ha cultivat industrialment per a l'extracció de fibres i oli. L'oli és utilitzat per a la fabricació de pintures i vernissos, ja que crea una capa protectora contra els factors ambientals adversos, a més té un assecatge ràpid.
De la tija del lli s'obté fil, del qual es fan teixits. El fil de lli s'obté deixant descompondre la planta per tal que se separin les fibres i després de diversos processos obtenim el fil amb el qual es fa un teixit semblant al cotó, però més fi, més fresc i absorbent, i més fort. Val a dir que el lli va tenir molta importància a l'Imperi egipci, ja que les mòmies s'enrotllaven amb aquest teixit en enterrar-les.
A l'edat mitjana, els teixidors del lli s'agrupaven en confraries o col·legis professionals, que habitualment estaven separats dels de la llana. A Mallorca, el col·legi dels teixidors de lli està documentat del segle xv, i les seves ordinacions més antigues són de 1473. Veneraven la Mare de Déu de l'Esperança a l'església del Sant Esperit (avui de Sant Felip Neri), on feren construir una capella el 1451 mantenguda pel col·legi, i la sala la tenien al carrer d'en Morei, devora la Impremta Guasp. El seu escut era una àguila sobre una pinta de teler. Pel que fa a la Part Forana, eren habituals les dissensions amb els teixidors de la ciutat, que es reunien habitualment per defensar els seus drets. Els teixidors de lli d'Artà formaren el seu propi col·legi el 1712 sota la protecció de l'Assumpció, i els de Porreres veneraven santa Anna.
El lli ha estat molt emprat per a la fabricació de veles de vaixell. Els imperis marítims del segle xvi fins al segle xix (britànic, portuguès, holandès, espanyol i francès) necessitaven grans quantitats de lli. Per exemple, una fragata de guerra de tres pals estava equipada amb dos jocs complets de veles, cadascun dels quals d'una superfície total de 4.000 metres quadrats. Per aquest motiu van impulsar les plantacions de lli en les seves possessions. Britànics i americans, però, van preferir adquirir-lo de Rússia.
Actualment, però, el descobriment de les fibres sintètiques i el predomini del cultiu de cotó han fet que el lli sigui un teixit poc utilitzat per a la confecció de roba.
Pel que fa al cultiu, depenent de la latitud on es troba, es cultiva en diferents èpoques. A Europa se sembra a la primavera, i a Sud-amèrica i països on l'hivern és benigne se sembra durant la tardor. Per ser una planta que necessita abundants nutrients per a créixer, el cultiu se n'ha de fer cada sis o vuit anys, i es pot alternar amb el de blat, patata, trèvol… La recol·lecció es duu a terme abans que la tija hagi arribat a la maduresa.